# Les Poings desserrés
Pour plus de détails, voir Fiche technique et Distribution.
Les Poings desserrés (Разжимая кулаки, Razjimaïa koulaki) est un film dramatique russe réalisé par Kira Kovalenko sorti au festival de Cannes 2021,. Le film y remporte le Prix Un certain regard.

## Synopsis
A Mizour (ru), ancienne ville minière d'Ossétie du Nord, la jeune Ada n'a qu'une envie, vivre sa vie, malgré son handicap physique. En échappant à la tutelle étouffante de Zaur, son père veuf. En se dégageant de l'amour trop débordant de son frère Dakko et en fuyant Tamik, jeune homme par ailleurs sympathique mais qui la poursuit sans cesse de ses assiduités. Peut-être son grand frère Akim, venu en visite depuis Rostov où il travaille, sur un appel de détresse d'Ada, l'aidera-t-il à se dépêtrer de toute cette glu. Mais il faudrait d'abord que Zaur lui rende son passeport...

## Fiche technique
Sauf indication contraire, les informations mentionnées dans cette section peuvent être confirmées par les bases de données cinématographiques IMDb et Allociné,  présentes dans la section « Liens externes ».
- Titre français : Les Poings desserrés
- Titre original : Разжимая кулаки, Razjimaïa koulaki[3]
- Réalisation : Kira Kovalenko
- Scénario : Kira Kovalenko, Lioubov Moulmenko (ru), Anton Yarouch
- Décors : Sergueï Zaïkov[4]
- Costumes : Assia Belova
- Photographie : Pavel Fomintsev
- Son : Ilya Stepanischev
- Montage son : Rostilav Alimov
- Montage : Mukharam Kabulova, Vincent Deyvaux
- Maquillage : Anna Esmont
- Production : Natalia Gorina, Sergey Melkumov, Alexandre Rodnianski
- Directeur de production : Platon Emikh
- Sociétés de production : Non-Stop Productions et AR Content
- Société de distribution : ARP Sélection (France)
- Pays de production :  Russie
- Langue originale : ossète
- Format : couleur — 2,35:1
- Durée : 97 minutes
- Genre : drame
- Dates de sortie :
  - France : 10 juillet 2021 (Festival de Cannes) ; 23 février 2022 (sortie nationale)
  - Russie : 25 septembre 2021

## Distribution
Sauf indication contraire, les informations mentionnées dans cette section peuvent être confirmées par les bases de données cinématographiques IMDb et Allociné,  présentes dans la section « Liens externes ».
- Milana Agouzarova : Ada
- Alik Karaev : le père
- Milana Paguieva : Taira
- Soslan Khougaev : Akim
- Khetag Bibilov : Dakko
- Arsen Khetagourvo : Tamik

## Sortie

### Accueil critique
La critique est généralement très positive à l'égard de ce long-métrage lors de sa sortie. En France, le site Allociné propose une moyenne de 3,9/5 à partir de l'interprétation de 18 critiques de presse.
Pour Gérard Lefort, dans Les Inrockuptibles, le film « révèle une réalisatrice ultra douée ». Selon Michèle Levieux, pour L'Humanité, le film donne « une existence à un cinéma qui jusqu’à présent n’en avait pas vraiment ». Olivier Delcroix, dans Le Figaro, fait un lien avec « la réalité actuelle » (soit les risques d'invasion de l'Ukraine par la Russie au moment de l'écriture) en mettant en avant « une vision porteuse d'espoir ». Pour Les Fiches du cinéma, Julie Loncin parle d'un « drame familial à l’atmosphère pesante, parfois trop appuyée, malgré une mise en scène brillante ».

### Box-office
Pour son premier jour d'exploitation en France, le film réalise 2 067 entrées (dont 613 en avant-première) pour 54 copies. Il se place derrière le film français Ils sont vivants (6 033) et devant le documentaire Un peuple (1 653).

## Distinctions

### Récompenses
- Festival de Cannes 2021 : Prix Un certain regard[8]
- Festival du cinéma russe à Honfleur 2021 : prix du meilleur film[9]
- Prix du cinéma européen 2021 : Meilleur monteur

### Sélections
- Festival international du film de Toronto 2021 : en section Contemporary World Cinema
- Kinotavr 2021 : film de clôture